# Свіж (гміна)
Гміна Свіж (пол. Gmina Przemyślany) — колишня (1934—1939 рр.) сільська гміна Перемишлянського повіту Тернопільського воєводства Польської республіки (1918—1939) рр. Центром ґміни було село Свірж.
1 серпня 1934 р. було створено гміну Свіж у Перемишлянському повіті. До неї увійшли сільські громади: Хлєбовіце Свірскє, Кіміж, Копань, Нєдзєліска, Свіж.

У 1934 р. територія гміни становила 77,85 км². Населення гміни станом на 1931 рік становило 6 778 осіб. Налічувалось 1 239 житлових будинків.
В 1940 р. гміна ліквідована у зв'язку з утворенням Перемишлянського району.